# Jardins clàssics de Suzhou

Els Jardins clàssics de Suzhou són un grup de nou jardins situats a la ciutat de Suzhou, a la província de Jiangsu, Xina. L'any 1997, alguns d'aquests jardins van ser reconeguts com a Patrimoni de la Humanitat per part de la UNESCO, i l'any 2000 se'n van afegir cinc més a la llista.

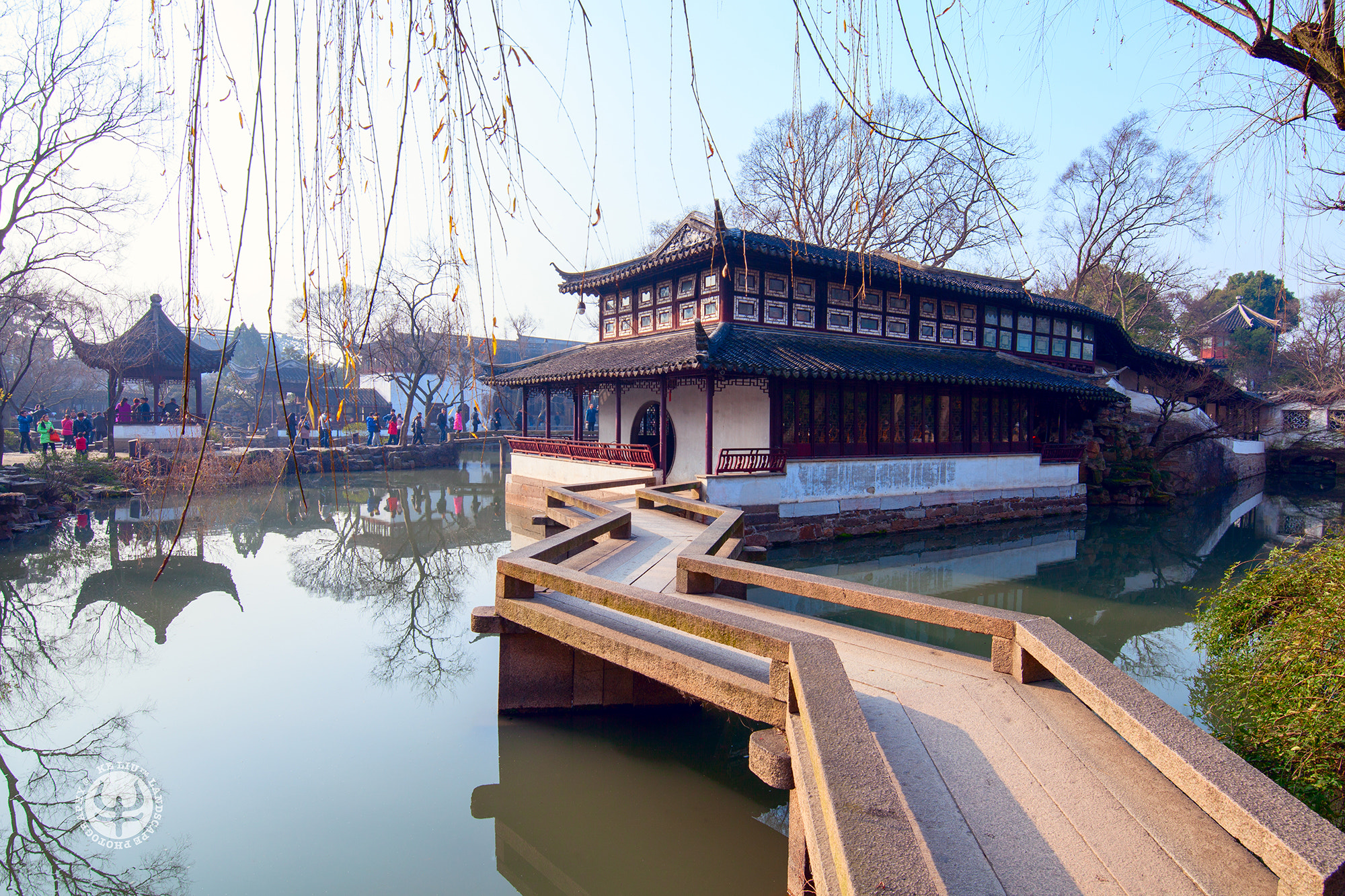

Aquest tipus de creacions artístiques de jardineria forma part de la tradició de Suzhou des de fa més de 1.500 anys, ja des de la Dinastia Jin (265-420). Els jardins que encara es conserven i formen part d'aquest grup de jardins clàssics daten des del segle xi fins al XIX, i són considerats obres mestres d'aquest gènere. El disseny i la distribució de l'espai estava al càrrec d'erudits, i guarden una relació directa amb la filosofia taoista i la bellesa natural metafísica de la cultura xinesa.
Segons la UNESCO, els jardins de Suzhou són una representació del desenvolupament del disseny de jardins paisatgístics xinesos durant més de dos mil anys. L'objectiu principal d'aquests jardins és recrear espais naturals en miniatura, similars als que et podries trobar a la muntanya, al riu o a un bosc, però sense haver de sortir de la ciutat. Hi ha quatre elements principals que formen aquests espais: aigua, roques, plantes i pavellons, i alguns d'ells també tenen pagodes.
Tot i que avui en dia són espais públics i es poden visitar (alguns d'ells pagant entrada), originalment aquests jardins formaven part dels habitatges i propietats privades de persones importants de la ciutat.
Històricament es coneix que hi havia uns dos-cents jardins a Suzhou, però degut a diverses invasions i guerres al llarg dels segles, com per exemple la Segona Guerra Sinojaponesa, molts d'aquests jardins s'han perdut, i actualment només se'n conserven seixanta-nou.

## Els jardins com a disciplina artística a la Xina
Aquest tipus de construccions han sigut molt habituals històricament a la Xina, i són considerades com escenes de paisatgisme degut a que l'espai està concebut de forma que aquell que estigui apreciant el jardí ho faci a través punts de vista específics on es trobaria amb escenes més íntimes que formen un petit paisatge. No estan pensats per ser apreciats en la seva totalitat alhora, sinó en la suma dels diferents paisatges a petita escala.
Segons diverses fonts, la creació de jardins es remunta a temps de la dinastia Zhou, on ja està documentada l'afició per aquests espais.
Els artistes utilitzaven els diferents elements del jardí per formar un marc. Aquest és natural si utilitza roques o arbres, i artificial si ho fa amb finestres o altres elements de construcció. El que es veu mirant a través d'aquests marcs són diferents capes amb la resta d'elements que formen els jardins: aigua, plantes, roques, arbres i altres elements constructius. A més, en algunes ocasions, juguen també amb els elements que es troben fora del propi jardí, com poden ser muntanyes i altres accidents geogràfics naturals situats als afores del recinte, però que degut a la perspectiva donada pels ideadors del jardí, s'acoplen perfectament al paisatge.
Durant tot el temps que s'ha dut a terme aquesta disciplina artística hi ha hagut tota una sèrie d'erudits, arquitectes i pensadors que reflexionaven i escrivien sobre com haurien de ser els jardins per arribar al màxim grau de bellesa i qualitat. Un dels exemples més importants va ser Ji Cheng, pintor de paisatges i arquitecte de jardins, el qual va escriure un tractat sobre aquest tema, anomenat Yuanye, que traduit significa L'Art dels Jardins.
Un aspecte a destacar és que la cultura xinesa no dona tanta importància a l'obra original com es fa a Occident, i amb els jardins passa el mateix. Aquests han estat renovats periòdicament al llarg dels segles. Per tant, aquests no es troben en les mateixes condicions que en el moment de la seva construcció original, però això no significa que sigui una característica negativa.

## Significació
Tot i que a simple vista pot semblar que els diferents jardins simplement tenen una funció decorativa, cadascun d'aquests té un significat profund dins la cultura xinesa. I no només els propis elements, sinó també la distribució d'aquests. Tot està vinculat a idees conceptuals molt arrelades a la cultura xinesa. Els principals exemples els trobem amb els conceptes de ying i yang, o també amb la noció de fengshui.
Alguns dels elements iteratius que mereixen una menció especial en la configuració de tots aquests jardins són els següents:

### Roques
Simbolitzen virtut i estabilitat, relacionades amb els cims de les muntanyes. Segons Confuci, també representen la creença en la filosofia. Les roques més utilitzades als jardins xinesos són conegudes com Gongshi, o "Roques dels erudits". Aquestes són esculturals i poden ser naturals o modificades artificialment.

### Plantes i arbres
Aquests eren escollits segons els seus colors, formes i fragàncies. A més, tenen un impacte sonor en l'escena, tant quan plou com quan fa vent.

### Aigua
Té molta importància en la cultura xinesa. L'aigua és l'element més important de la vida, l'origen d'aquesta, tant en els nostres cossos com en la natura. Això fa que vagi adquirint diversos significats amb el pas del temps. Alguns dels més importants en relació amb els jardins són: el món oníric (paisatges tan bonics que semblen somnis) i el coneixement. També aporta fluïdesa per tot el jardí, proporcionant més dinamisme a tot el conjunt.

## Els nou jardins clàssics de Suzhou
Els Jardins Clàssics estan reconeguts com a Patrimoni de la Humanitat com a conjunt, però cadascun d'ells és únic i diferent respecte dels altres, tant en distribució i plantejament com en elements que els configuren i decoració.

### Jardí de l'Administrador Humil (拙政园|t=拙政園; Zhuōzhèng Yuán)
Va ser inclòs en el llistat de Patrimoni de la Humanitat de la UNESCO l'any 1997. Construït originàriament durant la dinastia Song, en el període Shaoxing (1131-1162). Amb el pas del temps, es va anar ampliant fins a arribar a formar tres jardins diferents, cadascun d'ells amb un estil propi i diferent. La seva particularitat, alhora, és que tots ells estan situats al voltant d'un llac. És el jardí més gran de tots els que hi ha a Suzhou. Mesura 52.000 m².
Està format per tres seccions: la zona est, amb 21.000 m² dominats per la natura; la zona central, amb 23,.000 m², i un terç d'aquest espai es aigua; i finalment la zona occidental, amb 8.000 m² on predominen les construccions i estructures.

### Jardí Liuyuan o Jardí no s'afanyi (留园/留園; Liú Yuán)
Com l'anteriorment anomenat Jardí de l'administrador humil, el jardí de Liuyuan fou inclòs en el llistat de Patrimoni de la Humanitat de a UNESCO l'any 1997. La construcció d'aquest jardí és ja més tardà; es va iniciar durant la dinastia Ming, cap a finals del segle xvi, i els diferents propietaris l'han anat ampliant fins a formar quatre seccions amb temàtiques úniques: zona est, oest, central i nord. De fet, en la versió actual ocupa unes dimensions totals de 23.300 m². Està situat al costat de la Porta de Changmen, l'antiga entrada oest de la ciutat de Suzhou. Aquesta porta forma part d'alguns paisatges del jardí.
La zona est destaca pels edificis construïts, són l'exemple perfecte de l'art de la Dinastia Ming. La zona oest està situada a la part més alta de la ciutat, això possibilita tenir unes vistes totals de tot Suzhou fins a l'horitzó. A la zona central es pot apreciar una escena idíl·lica d'aigua i roques bordejant la zona de deambulació. I per acabar, la zona nord destaca pels habitatges de bambú i els elements naturals, com per exemple tota una sèrie de bonsais.
Aquest jardí ha tingut una rellevància i influència notables; alguns artistes i són molts els escriptors xinesos que han mencionat l'excel·lència del Jardí Liuyuan, com el filòsof Yu Yue.

### Vil·la de la muntanya abraçada per la bellesa (环秀山庄/環秀山莊; Huánxiù Shānzhuāng)
El jardí Vil·la de la muntanya abraçada per la bellesa és un dels més antics en quant a construcció original, ja que es remunta a la Dinastia Jin.
Mesura 2,180 m² distribuïts en tres seccions principals: la gruta Turó de la Tardor, la cascada Primavera de neu voladora, la qual desboca a l'Estany de neu voladora, i un passadís principal.
Va ser inscrit com a Patrimoni de la Humanitat l'any 1997. La seva localització exacta és 31°18′37.937″N, 120°36′48.251″E.

### Jardí del Mestre de xarxes (网师园/網師園; Wǎngshī Yuán)
Situat a la part sud de la ciutat, aquest jardí va ser construït originalment l'any 1140, durant la Dinastia Song del sud. L'any 1785 va ser reconstruït per Song Zongyuan, un funcionari retirat de la dinastia Qing, transformant-lo en el jardí que coneixem a dia d'avui, simbolitzant la vida senzilla d'un pescador, d'aquí el seu nom.
Està dividit en dues seccions: la part est, que és principalment la zona residencial, i la part oest, on predomina la natura, el jardí pròpiament. Mesura 5,400 m².
Va ser inscrit com a Patrimoni de la Humanitat l'any 1997. La seva localització exacta és 31°17′52.66″N, 120°38′2.418″E.

### Pavelló de les ones blaves o Pavelló Canglang (沧浪亭/滄浪亭; Cāng Làng Tíng)
El poeta Su Shunqing va demanar la construcció d'aquest jardí l'any 1044. En aquest cas sí que es conserva majoritàriament gran part de la distribució i elements originals del jardí, no s'ha remodelat en gran manera.
Té unes dimensions totals de 16,000 m². Té gran quantitat de pavellons i edificis complementats perfectament per molta natura, formant un espai de pau i tranquil·litat superior al de la resta de jardins degut a l'organització de l'espai i la localització del jardí.
Va ser inscrit com a Patrimoni de la Humanitat l'any 2000. La seva localització exacta és 31°17′41.348″N, 120°37′30.972″E.

### Jardí dels Lleons o Jardí de la arbreda dels lleons (狮子林园/獅子林園; Shī Zǐ Lín Yuán)

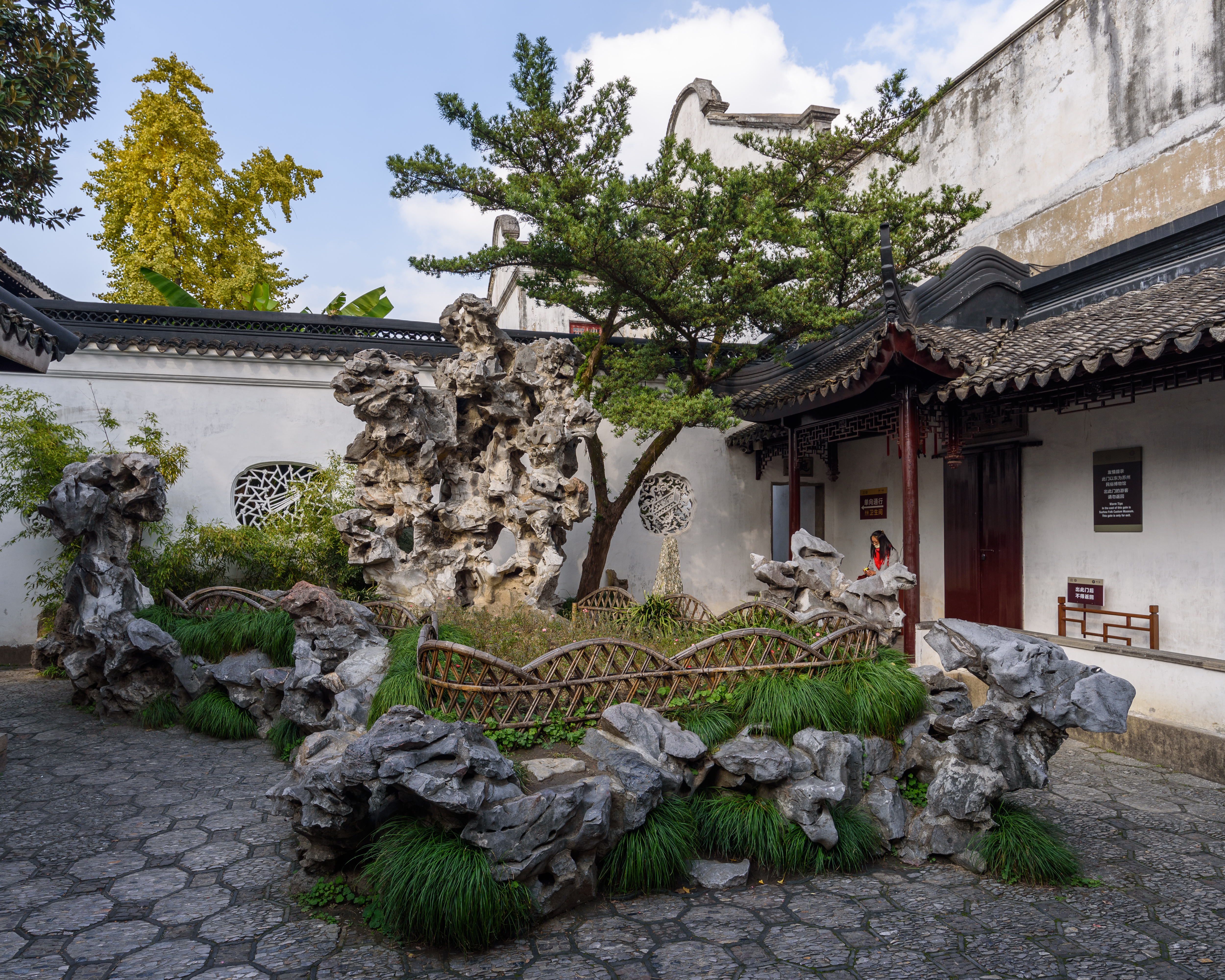
Jardí dels Lleons (狮子林园/獅子林園; Shī Zǐ Lín Yuán)

La seva construcció es va iniciar l'any 1342. Representa les característiques dels jardins de la dinastia Yuan. És molt popular degut a la distribució laberíntica de tota una zona de roques.
Els seus 11,000 m² d'espai estan organitzats en dues zones: la zona residencial i la zona de roques envoltada per un estany enorme que cobreix gran part del jardí.
Va ser inscrit com a Patrimoni de la Humanitat l'any 2000. La seva localització exacta és 31°19′15.91″N, 120°37′44.191″E.

### Jardí Ouyan o Jardí on es retira la parella (耦园/耦園; Ŏu Yuán)

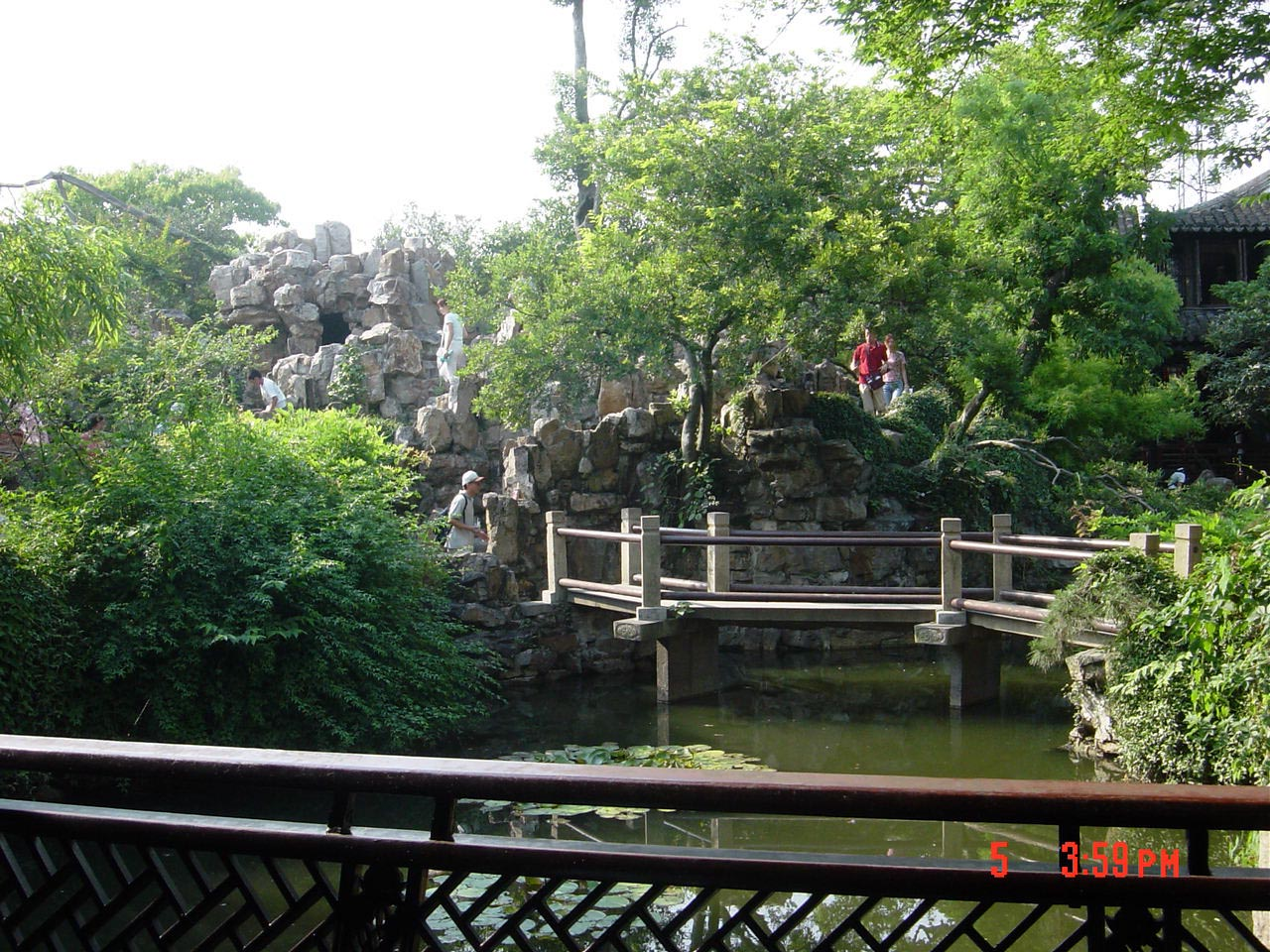
Jardí Ouyan (耦园/耦園; Ŏu Yuán)

Originalment de Dinastia Qing El nom prové dels dos jardins que formen part del conjunt, un situat a la part occidental i un a l'oriental. Al mig es troba un edifici que simbolitza el punt mig, on la parella es troba.
Mesura uns 8,000 m², i està rodejat per tot un canal d'aigua, pel qual es pot viatjar en barca.
Va ser inscrit com a Patrimoni de la Humanitat l'any 2000. La seva localització exacta és 31°18′58.324″N, 120°38′19.028″E.

### Jardí de Conreu (艺圃/藝圃; Yì Pǔ)
Va ser construït en un principi l'any 1541, però un segle després va ser remodelat i redistribuït per un pintor xinès, Wen Zhengming, que també va ser el responsable de la remodelació del Jardí de l'Administrador Humil. És un dels millors exemples de jardins de Dinastia Ming.
Amb una superfície de quasi 4,000 m², el Jardí de Conreu s'organitza en dues seccions: l'oriental, on es troba la residència; i l'occidental, on predomina el jardí.
Va ser inscrit com a Patrimoni de la Humanitat l'any 2000. La seva localització exacta és 31°18′46.922″N, 120°36′33.786″E.

### Jardí Tuisiyuan o Jardí de la Retirada i la Reflexió (退思园/退思園; Tuìsī Yuán)

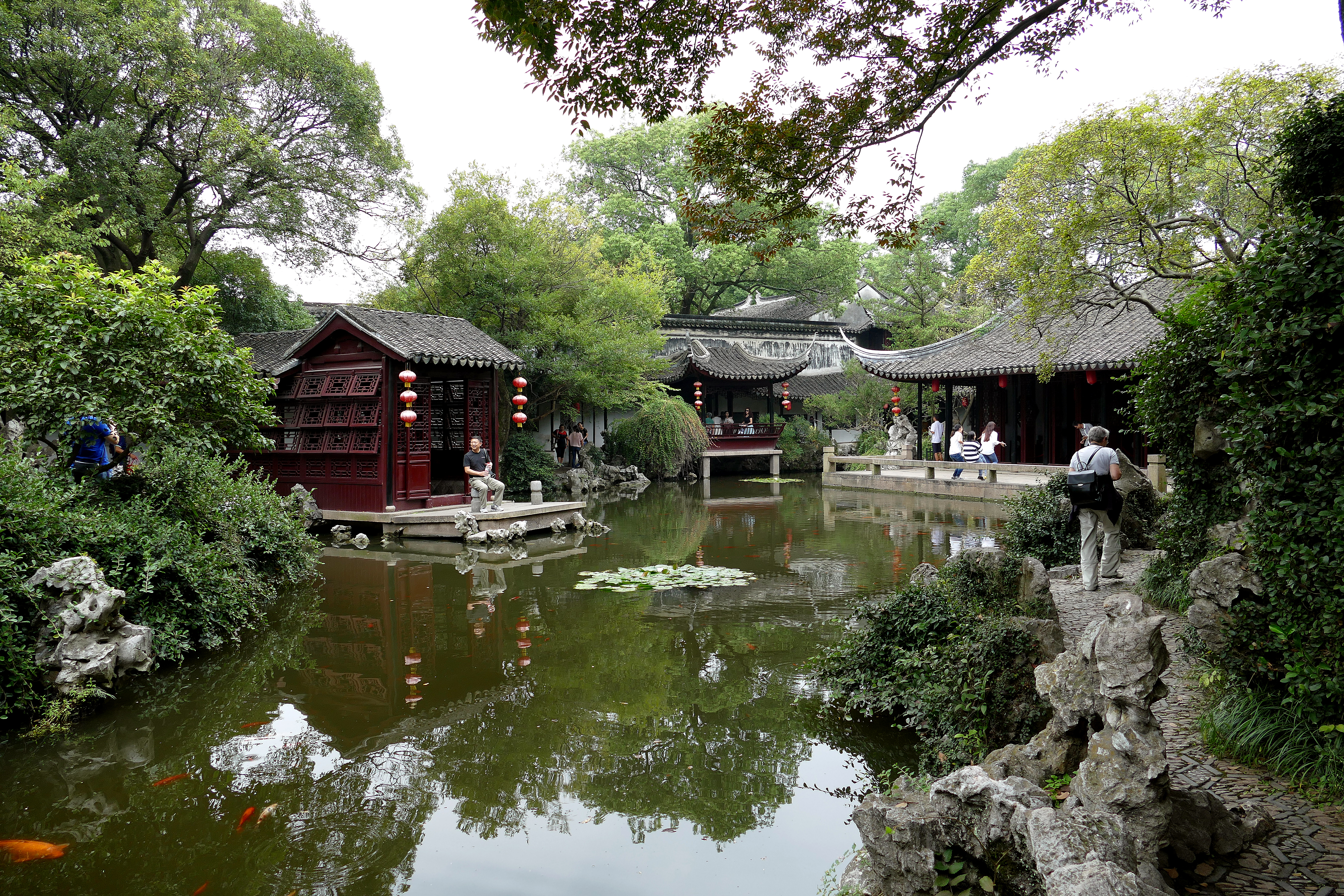
Jardí Tuisiyuan (退思园/退思園; Tuìsī Yuán)

És un dels jardins més recents en quant a construcció inicial, datat de l'any 1885. Es diu que el seu nom prové del propietari d'aquest jardí, un oficial acusat de corrupció, i està relacionat amb la literatura xinesa, donat que un vers de l'escriptor Zho Zhuan diu: "Lin Fu és realment un cavaller quan envia propostes, mostra lleialtat al seu país, quan es retira reflexiona i esmena els seus errors".
L'extensió total és de 6,600 m², i com en el Jardí de Conreu, es divideix en una secció residencial a l'est i una de jardí a l'oest.
Va ser inscrit com a Patrimoni de la Humanitat l'any 2000. La seva localització exacta és 31°9′28.382″N, 120°43′13.519″E.

## Manteniment i conservació dels jardins
El Govern de Suzhou s'ha encarregat de mantenir i conservar en bon estar els jardins d'aquest municipi des de l'any 1949 seguint la Llei de la República Popular de la Xina sobre la protecció de les relíquies culturals, això inclou els Jardins Clàssics que la UNESCO va declarar com Patrimoni posteriorment.
Aquesta política ha permés que tots els jardins es mantinguin en un estat òptim fins a dia d'avui.

## La influència dels jardins en altres vertents artístiques
Aquesta disciplina artística ha estat molt important en la cultura xinesa, i ho podem veure en obres de pintura i poesia, les quals utilitzaven els jardins com a influència. Tenim nombrosos exemples d'això, alguns d'aquests són:

Wangchuang Villa, Wang Yuanqi.

Wang Yuanqi va pintar l'any 1711 un paisatge basat en un dels jardins més importants de l'antiga Xina, del mateix nom que el de la propia obra, Wangchuang Villa.
Wen Zhenming, un dels arquitectes del Jardí de l'Administrador Humil, va fer una pintura del propi jardí l'any 1551 acompanyada per poemes després de remodelar-ho. A més, ho va dur a terme a l'estudi que tenia en aquest jardí. Uns anys abans, el 1543, Zhenming ja havia fet una pintura amb poemes però emulant un jardí imaginari, inexistent, basant-se en els que ell havia vist i el coneixement que tenia de la disciplina. El nom d'aquesta obra és "La Retirada del Mestre Liu", feta en honor d'un poeta i amic seu. És una visualització idealitzada de la futura casa que tindria aquest poeta.

Nou ancians a la Muntanya fragant, Xie Huan.

Al Museu de Cleveland es pot trobar un altre exemple, fet pel pintor Xie Huan entre els anys 1426-1452, amb el títol de "Nou ancians a la Muntanya fragant", on es poden apreciar totes les característiques dels jardins, principalment les "Roques dels erudits".
Una altra peça interessant es troba al MET, amb un objecte de ceràmica vermella amb el títol "Safata amb dones i nens a la terrassa del jardí". L'escena representa un grup nombrós de nens jugant a un estany de lotus pertanyent a un jardí, mentre són vigilats per dues dones.
De la mateixa manera, els jardins també rebien influència d'aquest tipus d'obres, com per exemple del gènere paisatgístic de pintura conegut com Shan shui, que traduït vol dir "aigua i muntanya", dos dels elements més importants dels Jardins.
Aquesta reciprocitat té a veure amb la importància que ha tingut la natura dins la cultura xinesa des de pràcticament els inicis d'aquesta.